# Björlanda och Torslanda
Björlanda och Torslanda ist ein Tätort in der schwedischen Provinz Västra Götalands län sowie der historischen Provinz (landskap) Bohuslän. Er erstreckt sich etwa zehn Kilometer westlich bis nordwestlich des Zentrums der Provinzhauptstadt Göteborg auf der Insel Hisingen, die zwischen dem Fluss Göta älv und seinem rechten Arm Nordre älv bei deren Mündung in das Kattegat liegt.
Der Tätort wurde 2015 erstmals vom Statistiska centralbyrån ausgewiesen. Er umfasst das faktisch durchgehend bebaute Gebiet im westlichen Teil der Insel Hisingen, das vom Tätort Göteborg durch den Seehafen Göteborg an der Nordseite der Mündung des Göta älv, anschließende Gewerbegebiete und das ausgedehnte Gelände des Volvo-Werkes Torslanda getrennt ist und wurde aus den zuvor eigenständigen Tätortern Torslanda, Hjuvik, Kvisljungeby, Björlanda, Låssby und Trulsegården sowie den dazwischen liegenden Gebieten gebildet (absteigend nach Einwohnerzahl 2010; Torslanda wurde 1970 und 1975 als Tätort unter Nolered geführt und 2010 dem Tätort Göteborg zugerechnet).
Verwaltungstechnisch liegt Björlanda och Torslanda auf dem Territorium des Göteborger Gemeindeteils beziehungsweise Stadtbezirks (stadsdelsnämde) Västra Hisingen und umfasst einen Großteil der Fläche und der Einwohner von drei der elf Primärgebiete (primärområde) des Stadtbezirks: Björlanda, Hjuvik und Nolered, mit Ausnahme der Tätorte Nolvik und Tumlehed sowie einiger kleinerer Ansiedlungen.

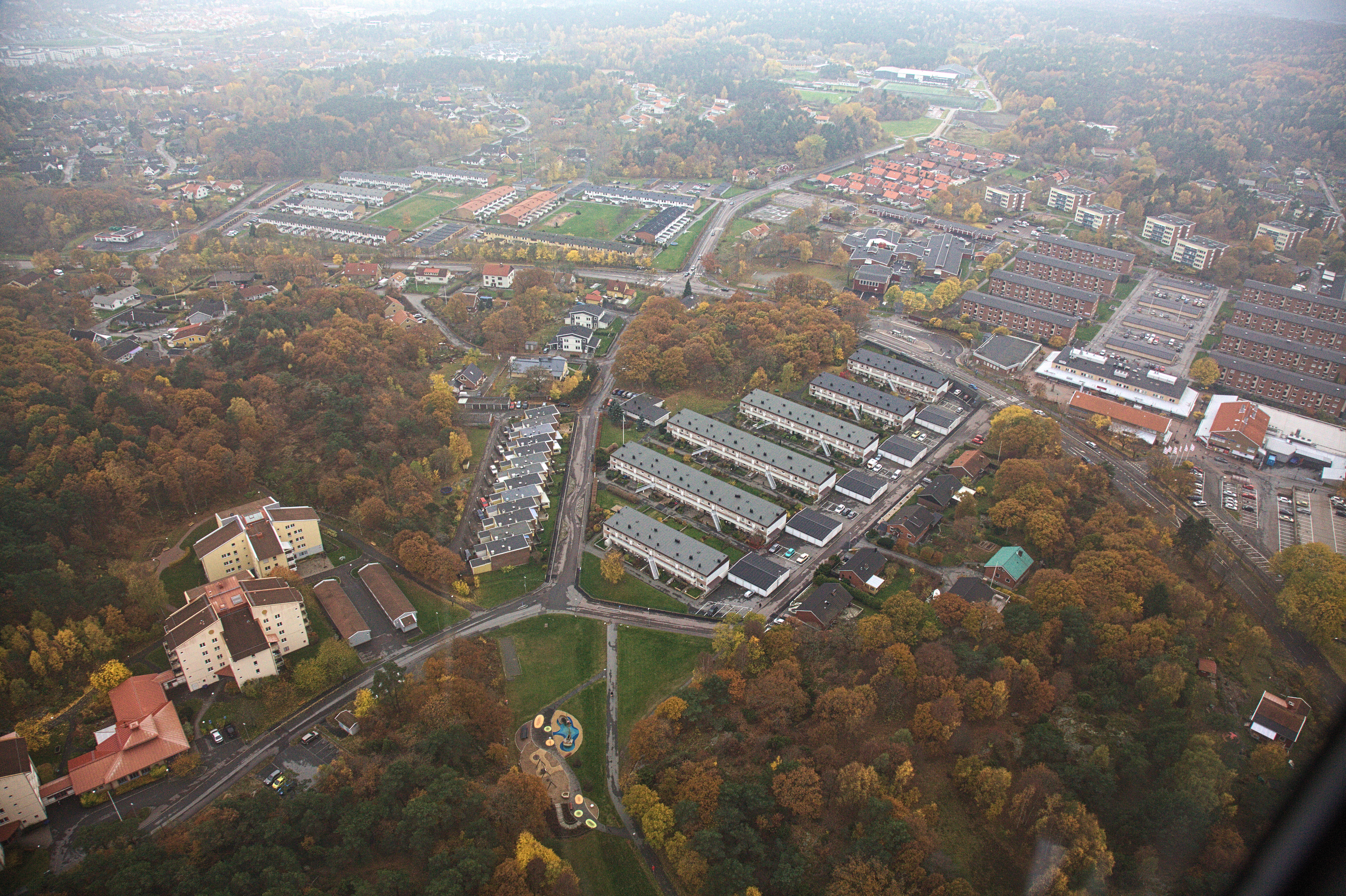
Zentraler Teil von Torslanda/Nolered
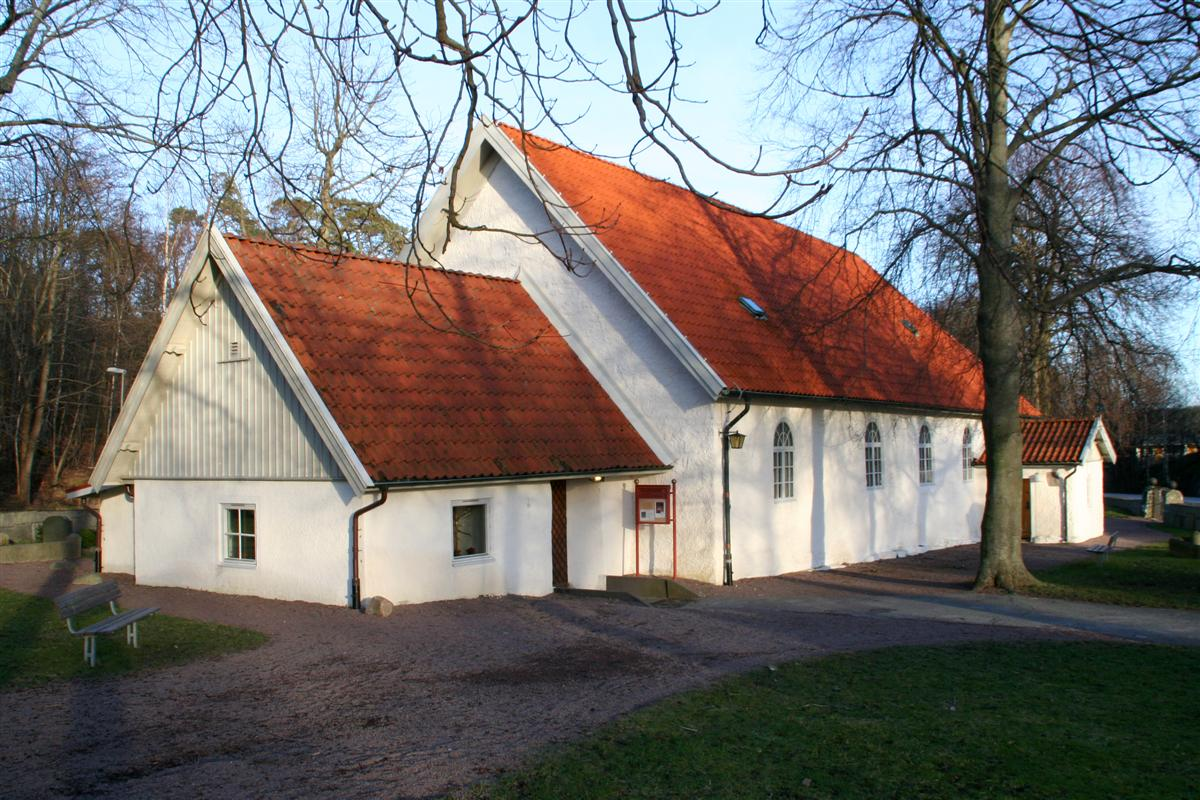
Kirche von Torslanda
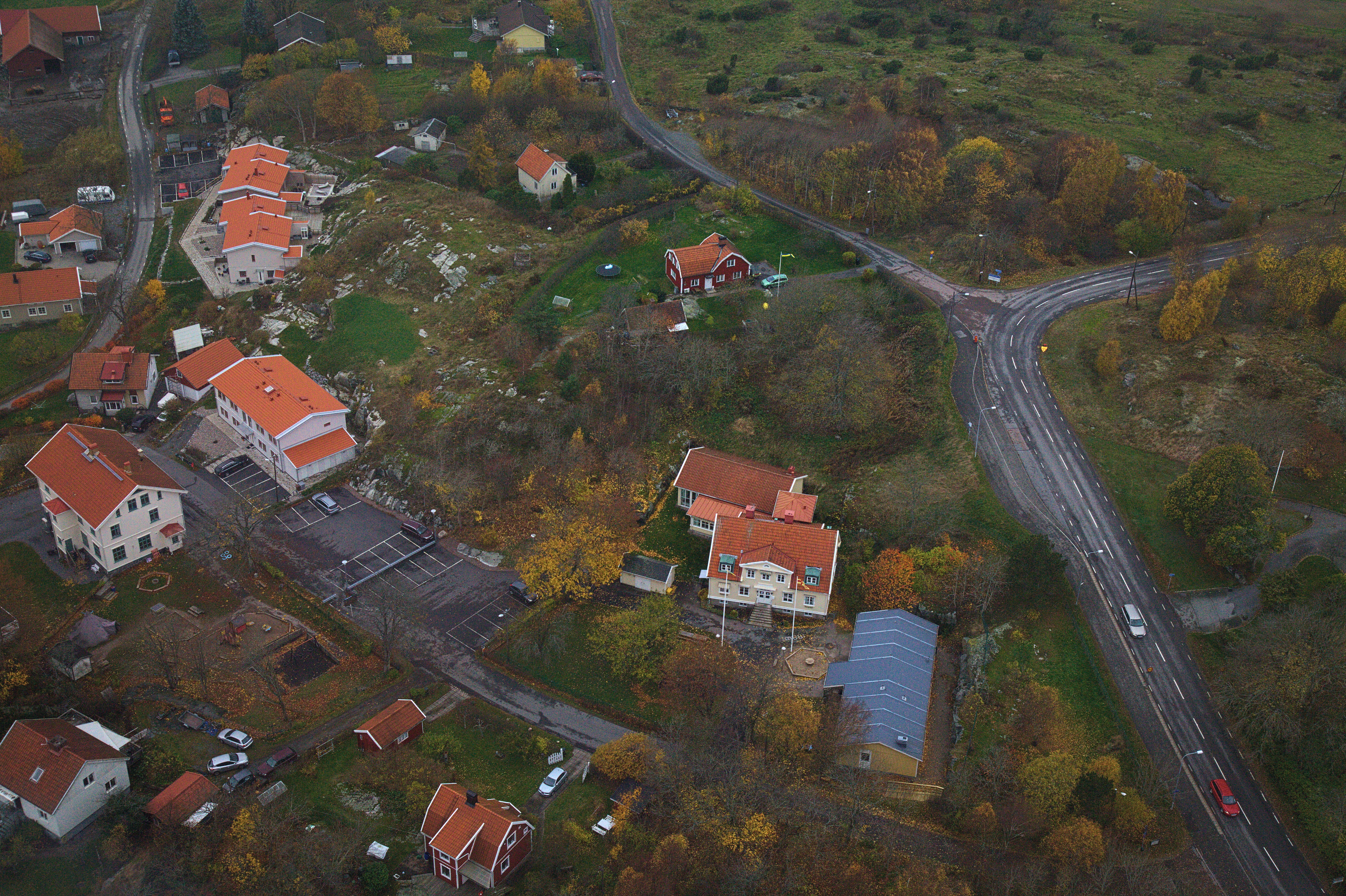
Teilansicht von Björlanda
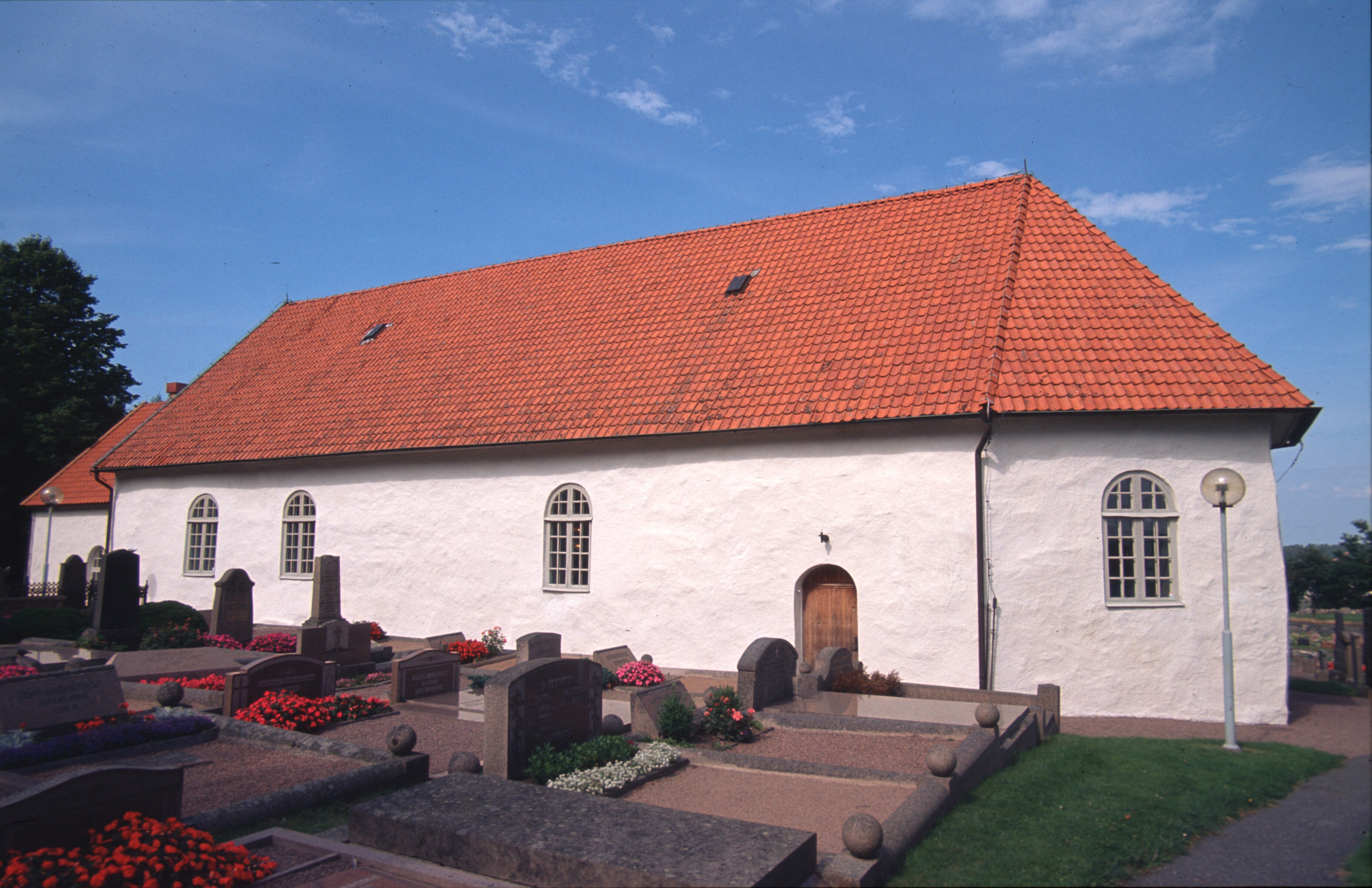
Kirche von Björlanda
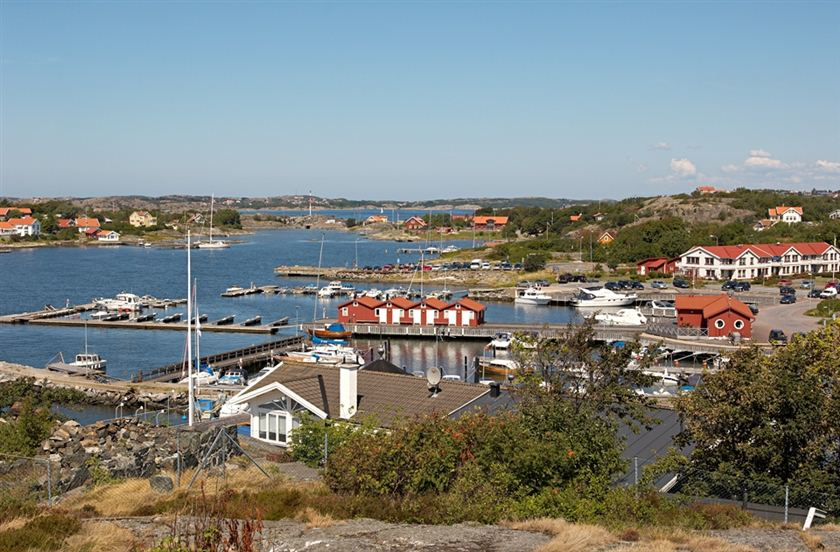
Hafen von Hjuvik

Durch den südlichen Teil des Ortes verläuft die Provinzstraße (länsväg) 155 zum Fähranleger in Hjuvik, über den die Inseln des Nördlichen Göteborger Schärengartens beziehungsweise der Gemeinde Öckerö an das Straßennetz angebunden sind.